# Calendari decimal
Un calendari decimal és un calendari que inclou  unitats de temps basat en el  decimal. Per exemple, un "mes decimal" seria No s'ha pogut entendre (error de sintaxi): {\displaystyle  1 any / 10 }
 o 36,5 dies de durada.

## Historial

### Calendari de Ròmul
El calendari romà original constava de deu mesos (però, l'any natural només va durar 304 dies, amb 61 dies durant l'hivern no assignats a cap mes).  Els mesos de Ianuarius i Februari van ser afegit al calendari per Numa Pompilius el 700 aC.

### Calendari egipci
L'antic calendari egipci constava de dotze mesos, cadascun dividit en tres setmanes de deu dies, amb cinc dies intercalars. 

### Calendari republicà francès
El calendari republicà francès es va introduir (juntament amb temps decimal) el 1793, i era similar al calendari egipci antic.  Constava de dotze mesos, cadascun dividit en tres decades de deu dies, amb cinc o sis dies intercalars anomenats  ans-culottes. El calendari va ser abolit per Napoleó l'1 de gener de 1806.

## Propostes
El modern [calendari gregorià] no utilitza unitats decimals de temps, però hi ha diversos sistemes de calendari proposats. Cap d'aquests ha aconseguit un ús generalitzat.